# Henri Simons (1787-1868)
Henri Adrien Simons (Maastricht, 3 april 1787 - Leuven, 30 september 1868) was een Belgisch volksvertegenwoordiger.

## Levensloop
Simons was een zoon van Henri Simons en van Marie van den Elsacker. Hij trouwde met Louise Roosen.
Hij was aanvankelijk pleitbezorger bij de arrondissementsrechtbank van Maastricht. Van 1832 tot 1839 was hij arrondissementscommissaris voor Maastricht.
In 1839 koos hij voor België en werd arrondissementscommissaris voor Tongeren (1839-1847) en voor Mechelen (1847-1865).
Daarnaast zetelde hij ook in het Belgisch parlement als katholiek volksvertegenwoordiger:
van 1833 tot 1839 voor het arrondissement Maastricht,
van 1839 tot 1848 voor het arrondissement Tongeren.